# Bani
Bani je reka, ki se izliva v reko Niger v vzhodnem Maliju blizu mesta Mopti.
Sama reka je znana po vsakoletnih poplavah, med katerimi mesto Djenné začasno postane otok.